# Christian Grobet
Pour les articles homonymes, voir Grobet.
Christian Grobet, né le 26 juillet 1941 à New York (originaire de Vallorbe) et mort le 17 décembre 2023 à Genève, est une personnalité politique suisse, membre du Parti socialiste jusqu'en 1993, puis de partis d'extrême gauche.
Il est député du canton de Genève au Conseil national de 1975 à 1982 et de 1995 à 2003 et conseiller d'État de 1981 à 1993, à la tête du Département des travaux publics.

## Biographie
Christian Grobet naît le 26 juillet 1941 à New-York. Il est originaire de Vallorbe, dans le canton de Vaud.
Il étudie à l'Université de Genève, où il obtient une licence en droit et une licence en sciences économiques. Il exerce ensuite la profession d'avocat, dans sa propre étude et pour l'ASLOCA-Genève (association de défense des locataires) pendant 13 ans.

Il meurt à Genève dans la nuit du 16 au 17 décembre 2023, à l'âge de 82 ans, des suites d'une longue maladie. 

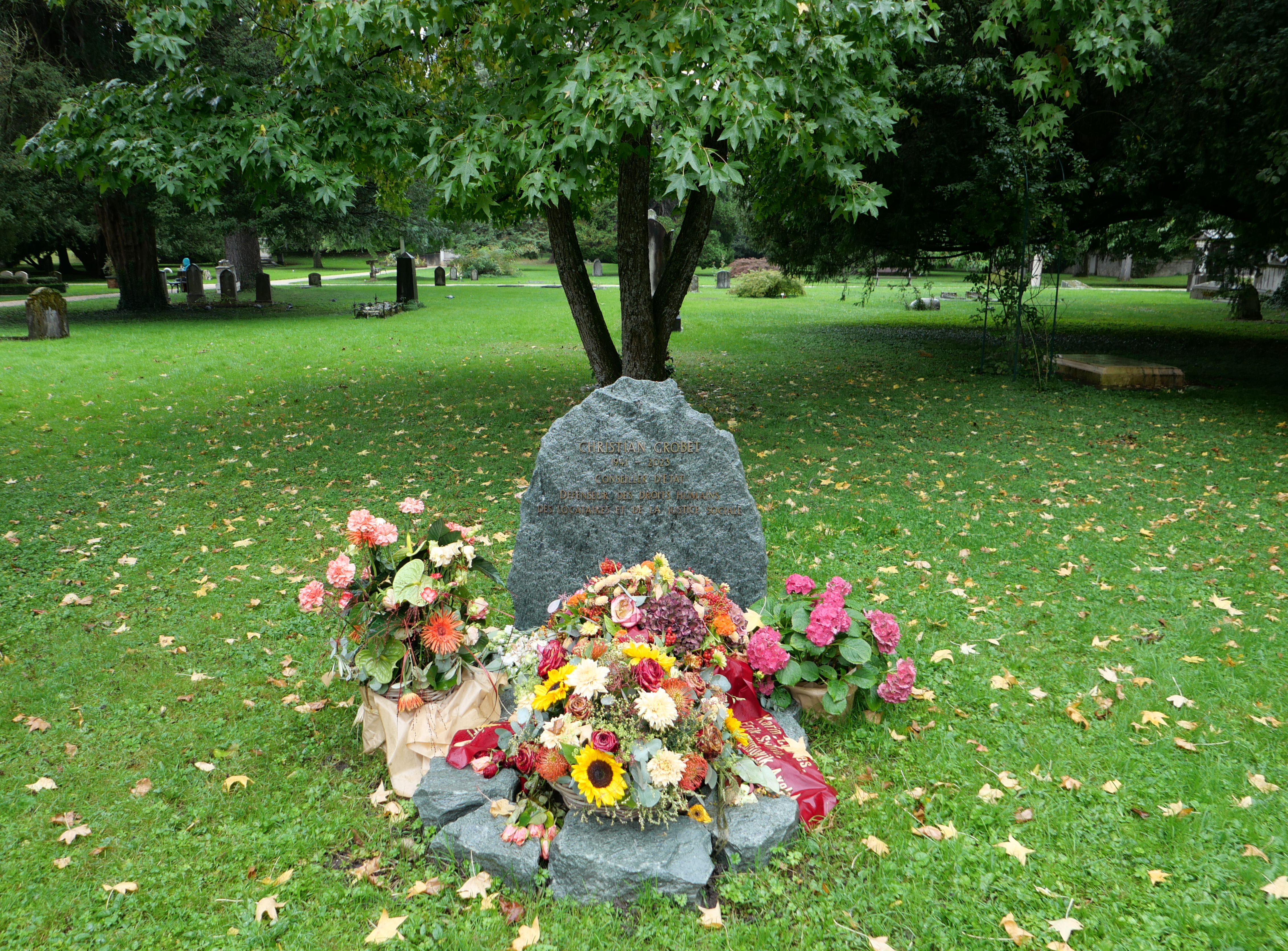
La tombe en 2024.

Il est enterré au Cimetière des Rois.

## Parcours politique

### Niveau cantonal
Christian Grobet siège comme élu du Parti socialiste au Conseil municipal de Genève de 1967 à 1970 et comme député au Grand Conseil de 1969 à 1981.
Candidat au Conseil d'État en 1980, il est battu de justesse par Aloys Werner. Élu au Conseil d'État l'année suivante, il y siège pendant douze ans à la tête du département des travaux publics. Durant son mandat, il lance notamment les travaux de l'autoroute de contournement de Genève. Il est aussi à l'origine de plusieurs initiatives cantonales qui ont abouti, dont celle sur le logement, celle sur les démolitions et transformations de maisons d'habitation et celle sur l'interdiction de la chasse. De plus, il s'implique beaucoup dans la protection de l'habitat, dans l'aménagement du territoire, du patrimoine bâti et naturel, la réalisation d'un important programme d'équipements publics ainsi que le patrimoine bâti et naturel. Il cherche ainsi à créer des instruments permettant de lutter contre la pénurie de logements. Il lance aussi un programme d'équipements publics d'une ampleur de 4 milliards de francs (comme pour Uni-Mail, le Palais de justice, l'hôtel de police ou l'autoroute de contournement). Il préside le Conseil d'État en 1986 et 1993. En 1993, il n'est plus présenté par le Parti socialiste en raison d'une règle interne sur la limitation du nombre de mandats. Il se représente alors comme candidat de l'Alliance de gauche. Le 14 novembre 1993 il n'est pas réélu au Conseil d'Etat, arrivant au onzième rang, derrière les candidats socialistes et écologiste qui ne sont pas élus non plus. C'est l'avènement de l'atypique "Conseil d'Etat monocolore" dont les sept élus sont de droite.
Christian Grobet redevient député au Grand Conseil de 1993 à 2005. En 2005, sa liste n'obtient pas le quorum et il n'est pas réélu. En 2008, il est élu à l'assemblée constituante genevoise pour préparer une nouvelle constitution, sur la liste de l'AVIVO (défense des retraités) qui obtient neuf élus.
En 2013, il est à nouveau élu au Grand Conseil sous l'étiquette d'Ensemble à gauche avant de le quitter définitivement en 2018.

### Niveau fédéral
En 1975, Christian Grobet est élu au Conseil national. Il démissionne en 1982 mais retrouve son siège de 1995 à 2003 (siégeant alors au sein du groupe socialiste). Il appartient alors à la commission des constructions publiques.
Il est à l'origine des deux initiatives fédérales pour une protection renforcée des locataires, dont l'une a conduit à l'article constitutionnel protégeant les locataires contre les congés abusifs. Il est aussi l'origine de l'initiative contre l'exportation des armes.
En 1987, il brigue un siège au Conseil fédéral mais c'est René Felber qui y est élu.